# Sudbury (Suffolk)
Sudbury és un poble i parròquia civil de Babergh, Suffolk, Anglaterra. Té una població de 22.897 habitants, 13.302 habitants al nucli urbà. Al Domesday Book (1086) està escrit amb la forma Sudberia/Sutberie(a).